# Graduación alcohólica
La graduación alcohólica o grado alcohólico volumétrico de una bebida alcohólica es el número de unidades de volumen de alcohol (etanol) contenidos en 100 unidades de volumen del producto, medidos a la temperatura de 20 °C. Se trata de una medida de concentración porcentual en volumen.
A cada unidad de porcentaje de alcohol en el volumen total le corresponde un grado de graduación alcohólica. Así, se habla de un vino con una graduación de 13,5° cuando tiene un 13,5 % de alcohol, o sea, 135 ml de etanol por litro.
En las etiquetas de las bebidas alcohólicas, el grado alcohólico volumétrico se indica mediante la palabra «alcohol» o la abreviatura «alc.» seguida del símbolo «% vol.». En la etiqueta del ejemplo anterior la inscripción sería: "alc. 13,5 % vol. "

## Tipos de elaboración
Las diferentes bebidas se diferencian por su graduación alcohólica, no por el tipo de alcohol, que es siempre el mismo; según el tipo de elaboración se distingue entre:
- bebidas fermentadas: su graduación está entre los 3,5 y los 15 grados.
- bebidas destiladas: su graduación suele oscilar entre los 15 y los 45 grados.

## Graduación volumétrica
Las leyes suelen exigir que en las bebidas alcohólicas conste la graduación alcohólica de etanol. La graduación alcohólica se suele indicar en el etiquetado de la botella en  tantos por ciento volumétricos: Vol. 27 %, Vol. 42 %, etc. La legislación europea sobre bebidas alcohólicas define así el grado alcohólico volumétrico: “La relación entre el volumen de alcohol en estado puro, contenido en el producto de que se trate a la temperatura de 20 °C y el volumen total del mismo producto a la misma temperatura”. Se trata de una medida de concentración porcentual en volumen. En América latina es usual (en honor a Joseph Gay-Lussac (1778-1850)), sustituir la anotación “Vol.” —que significa volumen— por las iniciales ºGL del citado sabio, precedidas de un superíndice, aunque no se haya usado el alcoholímetro de su invención. En la práctica Vol. o vol. y ºGL significan lo mismo.
A cada unidad de porcentaje de alcohol en el volumen total le corresponde un grado en la escala alcohólica. Así, se habla de un vino con una graduación de 13,5° cuando tiene un 13,5 % de alcohol, o sea 13,5 ml de etanol en cada 100 ml de vino. En las etiquetas de las bebidas alcohólicas, el grado alcohólico volumétrico se indica mediante el uso de la palabra «alcohol», o la abreviatura «alc.», seguida del símbolo «% vol.».

## Otras graduaciones
En las botellas de whiskey a veces se indica una cifra muy  alta acompañada de la palabra “proof.”, por ejemplo 86% “proof”.  Esa cifra no se corresponde con la medición alcohólica antes mencionada, sino con otra propia de la cultura inglesa y norteamericana. En la cultura norteamericana, en vez de medir el alcohol de cero a cien, como se hace en Europa, se mide de cero a doscientos. Así, 40 “proof" equivale a 20 vol.; 100 equivale a 50; etc. Resulta en consecuencia muy fácil la traducción a la medida europea. Pero en el Reino Unido, la graduación es de cero a ciento setenta y cinco. Así, 25 vol. equivale a 43,8 “proof” según la medición británica; 44 Vol. equivale a 77 “proof” británica; etc. Para traducir la medición inglesa a la medición europea la regla más utilizada es multiplicar por cuatro la “proof” británica y luego dividirla entre siete. Por ejemplo, 70 grados de “proof” británica multiplicados por 4 dan 280, que dividido entre 7 dan 40 grados en el sistema europeo. Afortunadamente estos modos de medir no basados en tantos por 100, sino en tantos por 175, van siendo sustituidos como consecuencia de la legislación comunitaria.
Al parecer, el sistema de la “proof”—que significa prueba—  proviene de un método muy primitivo de medir el alcohol.  Se echaba un poco de bebida alcohólica en pólvora y se encendía. Si daba una llama azul estable, ello era prueba de que contenía suficiente alcohol: al menos un 50 % Vol., según el sistema europeo. Según el criterio fijado por Bartholomew Sykes a principios del siglo XIX, “overproof” significa más de 57,1 % Vol. o medición europea. “Underproof” significa menos de ese porcentaje de  alcohol. Antes que Sykes, Clark había fijado otro método de medición muy primitivo basado en el mayor o menor hundimiento de un corcho.
El tanto por ciento de alcohol de un recipiente puede consignarse tanto en relación con el volumen, como en relación al peso. Al respecto suele recordarse que un kilo de plumas ocupa mucho más espacio —más volumen— que un kilo de plomo, aunque ambos pesen lo mismo. En Estados Unidos es usual declarar el porcentaje de alcohol de las cervezas en relación al peso. Y así una cerveza con un 3 % de alcohol por peso equivale aproximadamente a un 3,4 % de alcohol por volumen.

## Alcoholes distintos del etanol
El etanol es el menos tóxico y el más potable de los alcoholes. Otros alcoholes como el isobutanol, el propanol y sobre todo el metanol (que es venenoso) no son potables. Sobre esos otros alcoholes no dan indicación las botellas. Que no existan o que existan en cantidad mínima viene garantizado por los registros de sanidad, que deben constar en la etiqueta del embotellado. En el contexto de las bebidas, basta decir simplemente “alcohol” , sin mayor especificación, para dar entender que nos encontramos ante etanol o casi exclusivamente etanol. “Bebida espirituosa” se ha convertido en sinónimo de bebida basada en el etanol. 
Se llama “alcohol absoluto” al que no contiene otras sustancias, ni siquiera agua. Por ese motivo a veces se le llama alcohol deshidratado. El alcohol absoluto es costoso de obtener y hasta el siglo XX no se consiguió. Desde que se inventó y se generalizó a lo largo del siglo XIX el sistema de destilación continua, es posible obtener fácilmente alcohol puro o casi puro. Cuando el líquido sólo está compuesto por agua y alcohol —independientemente de que  la proporción sea de 95, 75, o 43, etc., grados de alcohol—, se llama alcohol puro, en el sentido de sólo contener alcohol y agua.

## Vinos y destilados
La graduación alcohólica de las bebidas está regulada por ley. Y ello origina pocos problemas con los vinos, que suelen contener el alcohol que naturalmente produzca la fermentación, unos quince grados como máximo. Hay algunos a los que se añade aguardiente de vino para elevar su graduación y comunicar el sabor de ese aguardiente. Tal caso, sucede con casi todos los vinos de  Jerez y de  Oporto. Pertenecen al género de los vinos llamados fortalecidos. También son llamados vinos licorosos. Esta última expresión es la utilizada por la legislación comunitaria. 
En el lenguaje literario a los vinos con graduación alta se les llama vinos “generosos”. En la región de Montilla Moriles obtienen por simple fermentación graduaciones alcohólicas que alcanzan hasta los diecisiete grados, logrando así un vino fino de esa graduación no fortalecido. Mediante simple fermentación, si la materia prima es uva o malta de cebada no se puede conseguir más allá de un 15 % Vol. de alcohol. A partir de esa graduación deja de transformarse el azúcar en alcohol. En la obtención de vinos dulces con sabor a mosto —llamados mistelas— es práctica usual añadir alcohol al mosto, antes de que termine de fermentar. Así se detiene la transformación del mosto en alcohol y se consigue el sabor deseado: sabor a mosto.
Respecto a los aguardientes y licores,  las leyes suelen exigir un grado mínimo de alcohol y otro máximo, que oscila entre 35 y 45 grados. Las leyes  comunitarias permiten graduaciones más altas, si de ellas depende el prestigio del licor y es tradicional expedirlas así. En cualquier caso,  ha de constar en la botella. Frente a lo que vulgarmente se presupone,  el resultado de la destilación de cereales o de vino de uva no consiste en un líquido de graduación similar —unos cuarenta grados— al que se expende en el mercado. Ese líquido de alta graduación es rebajado con un agua elegida cuidadosamente —no siempre se elige agua destilada—  hasta darle los grados que exige la legislación para su comercialización. Las leyes suelen fijar un mínimo y máximo de graduación, según el tipo de bebida.